# Marcel Tschopp
Marcel Tschopp (Ruggell, 28 aprile 1974) è un ex maratoneta liechtensteinese.
Medico di professione, laureatosi nel 2002 all'Università di Zurigo, Tschopp ha gareggiato con la nazionale del principato alpino nelle gare di fondo nei maggiori circuiti internazionali. Oltre ad aver disputato un Mondiale in Giappone nel 2007, Tschopp si è qualificato due volte consecutive ai Giochi olimpici nel 2008 e nel 2012. Nel corso della cerimonia d'apertura delle Olimpiadi di Pechino 2008 è stato portabandiera della delegazione nazionale.

## Palmarès
| Anno | Manifestazione                   | Sede        | Evento         | Risultato | Prestazione | Note |
| ---- | -------------------------------- | ----------- | -------------- | --------- | ----------- | ---- |
| 2004 | Mondiali mezza maratona          | Nuova Delhi | Individuale    | 75º       | 1h16'45"    |      |
| 2005 | Mondiali mezza maratona          | Edmonton    | Individuale    | 72º       | 1h13'57"    |      |
| 2007 | Giochi dei piccoli stati europei | Fontvieille | 5000 m piani   | 5º        | 15'41"58    |      |
| 2007 | Giochi dei piccoli stati europei | Fontvieille | 10000 m piani  | 6º        | 32'32"81    |      |
| 2007 | Mondiali                         | Osaka       | Maratona       | 47º       | 2h33'42"    |      |
| 2008 | Giochi olimpici                  | Pechino     | Maratona       | 74º       | 2h35'06"    |      |
| 2009 | Mondiali mezza maratona          | Birmingham  | Individuale    | 87º       | 1h10'28"    |      |
| 2010 | Europei                          | Barcellona  | Maratona       | 39º       | 2h37'14"    |      |
| 2011 | Giochi dei piccoli stati europei | Schaan      | 5000 m piani   | 5º        | 15'48"15    |      |
| 2011 | Giochi dei piccoli stati europei | Schaan      | 10000 m piani  | 4º        | 32'44"74    |      |
| 2012 | Giochi olimpici                  | Londra      | Maratona       | 75º       | 2h28'54"    |      |
| 2014 | Mondiali mezza maratona          | Copenaghen  | Individuale    | 105º      | 1h11'25"    |      |
| 2016 | Mondiali mezza maratona          | Cardiff     | Individuale    | 74º       | 1h10'48"    |      |
| 2016 | Europei                          | Amsterdam   | Mezza maratona | 83º       | 1h15'36"    |      |

## Altre competizioni internazionali
2007
- 22º alla Maratona di Londra ( Londra) - 2h26'56"

2011
- 31º alla Maratona di Chicago ( Chicago) - 2h23'55"

2012
- 41º alla Mezza maratona di Berlino ( Berlino) - 1h10'11"

2015
- 77º alla Maratona di Berlino ( Berlino) - 2h25'38"

2016
- 16º alla Maratona di Ottawa ( Ottawa) - 2h30'45"